# Pseudopteris
Pseudopteris es un género con tres especies de plantas de flores perteneciente a la familia Sapindaceae. 

## Especies seleccionadas
- Pseudopteris ankaranensis
- Pseudopteris arborea
- Pseudopteris decipiens